# Альберт-Сіті (Айова)
Альберт-Сіті (англ. Albert City) — місто (англ. city) в США, в окрузі Буена-Віста штату Айова. Населення — 677 осіб (2020).

## Географія
Альберт-Сіті розташований за координатами 42°46′54″ пн. ш. 94°56′57″ зх. д. / 42.78167° пн. ш. 94.94917° зх. д. (42.781595, -94.949029).  За даними Бюро перепису населення США в 2010 році місто мало площу 1,40 км², уся площа — суходіл.

## Демографія
Згідно з переписом 2010 року, у місті мешкало 699 осіб у 297 домогосподарствах у складі 174 родин. Густота населення становила 498 осіб/км².  Було 336 помешкань (240/км²).
Расовий склад населення:
| - 98,0 % — білих - 0,1 % — чорних або афроамериканців - 0,1 % — азіатів - 1,0 % — осіб інших рас |

До двох чи більше рас належало 0,7 %. Частка іспаномовних становила 3,0 % від усіх жителів.
За віковим діапазоном населення розподілялося таким чином: 23,9 % — особи молодші 18 років, 51,6 % — особи у віці 18—64 років, 24,5 % — особи у віці 65 років та старші. Медіана віку мешканця становила 46,1 року. На 100 осіб жіночої статі у місті припадало 93,1 чоловіків;  на 100 жінок у віці від 18 років та старших — 84,7 чоловіків також старших 18 років.
Середній дохід на одне домашнє господарство  становив 51 473 долари США (медіана — 44 342), а середній дохід на одну сім'ю — 64 162 долари (медіана — 55 313). За межею бідності перебувало 10,5 % осіб, у тому числі 7,6 % дітей у віці до 18 років та 10,1 % осіб у віці 65 років та старших.
Цивільне працевлаштоване населення становило 322 особи. Основні галузі зайнятості: освіта, охорона здоров'я та соціальна допомога — 23,9 %, виробництво — 17,4 %, оптова торгівля — 7,1 %, науковці, спеціалісти, менеджери — 7,1 %.